# Nel vortice vol. 1
Nel vortice vol. 1 è una compilation di rap italiano pubblicata nel 1999 su EP.

## Tracce
1. Brunello Team - Quello che voglio - 4:06
2. Didez - Vivere e morire per rimare - 4:53
3. Marya - E non ti fermi per cio' - 4:10
4. Yoshi Torenaga - Artisti - 2:35
5. Yoshi Torenaga - Artisti (a cappella) - 2:35